# Ева Димарчик
Ева Марія Демарчик; пол. Ewa Maria Demarczyk (16 січня 1941, Краків — 14 серпня 2020) — польська співачка й авторка-виконавиця у стилі співаної поезії 1960-х — 1980-х. Активно виступала у 1961—1999 роках.

## Біографія
Ева Демарчик здобула славу виступами 1962—1972 років у кабаре Пивниця під Баранами. Багаторазова лауреатка фестивалів пісні в Ополі, Сопоті, Ареццо, Нансі. Виступала в паризькій «Олімпії», Женеві з нагоди 20-річчя ООН. У 1986—2000 роках діяв Театр Музики і Поезії — Театр Еви Демарчик.
Отримала кілька державних нагород, зокрема, офіцерський хрест ордену Почесного легіону (1972) і Відродження Польщі (1979, 2000, 2017).